# Fimber
Fimber is een civil parish in het bestuurlijke gebied East Riding of Yorkshire, in het Engelse graafschap East Riding of Yorkshire met 91 inwoners.